# Hardy (Nebraska)
Hardy é uma vila localizada no estado americano de Nebraska, no Condado de Nuckolls.

## Demografia
Segundo o censo americano de 2000, a sua população era de 179 habitantes.
Em 2006, foi estimada uma população de 167, um decréscimo de 12 (-6.7%).

## Geografia
De acordo com o United States Census Bureau, a localidade tem uma área de 1,6 km², sem área coberta por água.

## Localidades na vizinhança
O diagrama seguinte representa as localidades num raio de 16 km ao redor de Hardy.